# Angel (canción de Aerosmith)
«Angel» (en español: «Ángel») es una power ballad escrita por el vocalista y líder de la banda Steven Tyler y coescrita por el compositor profesional Desmond Child, producida por Bruce Fairbairn e interpretada por la banda de hard rock estadounidense Aerosmith. Fue publicada por la empresa discográfica Geffen Records el 7 de diciembre de 1987 como el tercer sencillo del noveno álbum de estudio Permanent Vacation (1987). Rápidamente escaló a la posición #3 en la lista Billboard Hot 100, convirtiéndose en el segundo sencillo de Aerosmith en lograr el top 3, detrás de "I Don't Want to Miss a Thing" que se ubicó en la primera posición.

## Listas de éxitos
| Listas (1988)             | Posición |
| ------------------------- | -------- |
| EE. UU. Billboard Hot 100 | 3        |

### Listas de fin de año
| Lista de fin de año (1988) | Posición |
| -------------------------- | -------- |
| EE. UU. Billboard Hot 100  | 34       |